# Laberien
Laberien (på albanska Labëria) är området som täcker en del av södra kusten och inlandet i Albanien. 
Labererna talar en albansk dialekt som liknar toskiskan och som därmed är annorlunda i jämförelse med den andra albanska huvuddialekten gegiskan. Den laberiska dialekten har inte någon större status inom albanskan eftersom den anses vara en toskisk variant.